# Bewitching the Pomerania
Bewitching the Pomerania — музичний альбом гурту Behemoth. Виданий 1997 року лейблом Solistitium Records. Загальна тривалість композицій становить 15:08. Альбом відносять до напрямку блек-метал. 

## Список пісень
1. "With Spell of Inferno (Mefisto)" - 4:39
2. "Hidden in a Fog" - 5:13
3. "Sventevith (Storming Near the Baltic)" - 5:18